# ويبستون (تشوستون اند كلسدن)
ويبستون، تشوستون اند كلسدن (بيدفوردشير) (بالإنجليزية: Wyboston, Chawston and Colesden)‏ هي قرية و أبرشية مدنية تقع في المملكة المتحدة في بيدفوردشير.